# Guernea (Prinassus) reduncans
Guernea (Prinassus) reduncans is een vlokreeftensoort uit de familie van de Dexaminidae. De wetenschappelijke naam van de soort is voor het eerst geldig gepubliceerd in 1958 door J.L. Barnard.